# はるかなる甲子園 駆けろ!大空
『はるかなる甲子園 駆けろ!大空』（はるかなるこうしえん かけろおおぞら）は、かとうひろしによる日本の漫画作品。『月刊コロコロコミック』（小学館）にて1996年10月号から1998年3月号まで連載された。単行本はてんとう虫コミックスより全3巻で、現在は絶版。

## 概要
「サイファー」終了後に連載されたかとうひろし『コロコロコミック』オリジナル作品第2弾であり、実質オリジナルとしての雑誌連載作品では2006年現在のところ最後の作品となっている。前作『サイファー』がアンケートで思うように票が集まらず、次回作は「スポーツ漫画」を描いて欲しいと編集から頼まれる。自身が決して描くことがないであろうと思っていたジャンルだけに当初は困惑するも、この仕事を断ればもう仕事がないかもしれないという考えから、全力を尽くすことを決意。候補としてあがっていたのはバスケットボールと野球であったが、バスケットボールは既に松村努の『BiNGO!』が連載されていたため、野球漫画を担当することになる。
野球のルールをよく知らないかとうは、野球の入門書を読みあさった上で、決意も新たに執筆することとなる。当初は「コロコロであれば対象から考えてリトルリーグの話かな」と考えていたかとうであるが、担当から「高校野球の話」と言われ、話の路線が甲子園を目指す球児という方向になる。
2007年からは携帯電話向けに漫画配信サイト「ケータイ★まんが王国」で配信されている。また、かとうの公式ページで無料公開されている。

## あらすじ
手のつけられない不良が集う博愛高校にOBの静大空が国語教師として赴任する。彼は赴任初日にケンカを売ってきた不良グループ魔鬼雨のリーダーで元野球部エースの山彦に、廃部になっていた野球部を再開させ甲子園を目指すことを宣言する。

## 登場人物

### 博愛学園
自由尊重・束縛からの解放をモットーとしている高校だが、今はそれを曲解した不良生徒がはびこる最悪の学校となっている。
静 大空
博愛学園にやってきた国語教師。長いくわえ楊枝が特徴、この楊枝は食後に使用するためのものであると当時のコロコロの読者ページの質問コーナーで回答されていた。かつて手の付けられない不良として恐れられていたが、ある教師が勧めた野球で徐々に才能を開花させ、地区大会の決勝まで上り詰める。しかし、地区大会決勝の日に事故に遭い、肩を破壊してしまう。その後行方知れずとなり、暴力団の用心棒などを経て教師となって博愛へ戻ってくる。事故で壊した肩、打球の向きから左利き、さらには左打ちであることを思わせる。野球部の危機に身を挺して立ち向かい、部員を信頼する良き顧問である。野球部の甲子園出場が決定した直後、姿を消す。
山彦 明（ミラクル）
博愛のエースで4番ピッチャー。右投右打。彼の活躍ナシには博愛が数々の勝利を得ることは出来なかったであろう奇跡の剛速球投手。幼い頃に父親を病気で亡くし、母親と生き別れる。その後おばの家に預けられるが、いつの日か母との再会を夢見て甲子園出場を目指していた。暴走族「魔鬼雨」のリーダーも務め、校内をバイクで暴走するなどしていたが、大空との出会いを機に脱退。初期の頃はコントロールが悪く、ノーコンピッチャーの悪名を背負っていたが、自ら集中力を高める特訓を行い弱点を克服する。初期設定での名は「山彦大悟」。
逸見 隆（ネズミ）
1番レフト。右投右打。窃盗の常習犯で要注意人物とされていた。しかし、実際は病気の弟・ケンジを養うために肉体労働盛んなアルバイト（新聞配達、荷物運びなど）を繰り返し、夜中に素振りをして体を鍛えることと稼ぐことを兼ねて努力していた。
山崎 進（レディー）
2番セカンド。右投右打。下町劇団の長男として生まれ、女形の真髄を極めるために女として生活をしている（設定資料より）。初期設定での名は「早乙女進」。
谷山 昇二（マフィア）
3番サード。右投右打。元は聖エルモ学園の西棟のトップだったが、親友の死をきっかけに聖エルモを離脱し、親友の夢を叶えようと奔走する。かつてボクシングをたしなんでいたために動体視力が優れており、その身体能力はチームでも群を抜いている。チーム一の長打者で作中最も得点に結びつくプレーをしていた一人である。初期設定での名は「埴輪昇二」。
大沢 勇（ニクマン）
5番キャッチャー。右投右打。博愛一の巨漢でいつも肉まんを持ち歩いている。無銭飲食の常習者。ミラクルとのバッテリーは見事なものだが、あまりの球威にキャッチャーながら驚くこともしばしば。「～ぜよ」を語尾に付けて話している。初期設定での通称は「ビガロ」、名は「元気勇一」。
高田 準一（カンドウ）
6番センター。右投右打。博愛ナインのなかでは比較的一般的な感覚の持ち主であるが、どんなことでもすぐに感動してしまう涙もろい性格。「～っす」と言う下からのしゃべりが特徴的。初期設定及び連載予告ではキャプテンの永島純という設定も容姿もかなり異なるキャラだった。
レオン 山本（ダンガン）
7番ショート。右投右打。傷害による補導歴がある。短距離でのスピードは驚異的でチーム一の盗塁率を誇る。肌が黒いが、これはハーフなのか単なる日焼けなのかは不明（予告編にごくわずかに描かれている母親らしき女性の肌も黒いため、前者の可能性が高い）。初期設定ではさわやかなスポーツ青年のようだった。
坂口 征一（ナニワ）
8番ファースト。右投右打。常に関西弁でしゃべっている。チーム一の長身。しかし、それがあだとなり低いボールをさばくのが苦手であったが、作中で克服する。初期設定での通称は「通天閣」、名は「大杉雅人」。
工藤 真人（ガクシャ）
9番ライト。右投右打。常に本やノートパソコンを持ち歩いている。エリートの家に生まれたために心のつながりがないことを苦にしていたが、大空の言葉に触発され自分の道を歩むことを選ぶ。野球経験のある兄が一人いる。初期設定での通称は「ガリ勉」、名は「多之彩舜」。本来学力はかなり高いが、自分で勉強したくてわざと底辺の高校に進学した変わり者である。
黒八木教頭（クソヤギ）
大空とはかつて教師と生徒の関係。手のつけられなかった大空が教師になって帰ってきたことに反感を持ち続け、自分の学校の生徒すら信用せずにクズと罵っている。何かに付けて大空を目の敵とするが、甲子園出場が決定した際は悪態をつきながらも嬉しさのあまりに涙を流した。
山辺校長
大空の恩師。かつて不良であった大空に野球を薦めた張本人である。「自由を尊び全ての束縛から解放する」という校訓を絵に描いたような温和な人物で窓ガラスを割る不良たちも「ガラスなどまたとりかえればいい」と教師を宥めていた。また、野球部復活に一番力を入れていたのも彼であり、最終回では大応援団を結成してナインの前に現れる。苗字の「山辺」は、設定資料のみで本編には登場しなかった。
山崎
暴走族「魔鬼雨」のメンバーで、ミラクルの舎弟。野球部の復活を機に暴走族を脱退したミラクルに落とし前をつけるという名目で手下を連れて一方的なリンチにかける。ミラクルの手にナイフを入れようとしたところ、大鷹に阻止される。最終回では手下とともに校長率いる大応援団とともに姿を現す。

### 聖エルモ学園
世間から爪弾きにされた不良生徒を更生させる事を目的とした全寮制の高校だが、内部は暴力によって全てが支配されており、年に行方不明になる者が何人も出るほどだという。その中の東棟と西棟は対立関係にある。1951年創立。
堂島
マフィアこと谷山の親友で彼が甲子園を目指すきっかけを作った人物。聖エルモでは東棟のトップで「西の谷山、東の堂島」と言われていた存在。マフィアと二人で棟の争いを抑えていたが、互いの対立を無理に押さえ込んだことが原因で大抗争に発展、その収拾のために命をかけたチキンレースに挑み死亡する。リトルリーグではピッチャーを務めていた。
太田黒（おおたぐろ）
聖エルモのピッチャー。右投。試合ではビーンボールを得意としており、なおかつかなりの速球の持ち主。さらに負傷した左目の死角を狙ってカーブボールを投げるという変化球も使いこなす。かつてマフィアの後輩であり、マフィアに命を救われたことから彼に憧れていたが、エルモを抜け出したことで憎しみを抱く。しかし、マフィアの決意を知り、再びマフィアを尊敬し直す。甲子園出場を賭けた地区大会の決勝では堂島の遺影とともに博愛の応援に駆けつけ、試合の緊張で不調だったマフィアに活を入れた。
吉田
聖エルモの教官・野球部監督。表向きには人の良さそうな笑顔をたたえているが、実際には残忍な性格で、教官の地位を利用して生徒を脅したり虐待したりしている。博愛と正々堂々とした試合で戦って負けた生徒たちに再び暴行を加えようとしたが、大空によって阻止され殴り飛ばされる。

### 羽亜渡学園
読みは「ばあどがくえん」。自然との調和を信条とする高校。通称「鳥校」。その名の通り学校中に鳥が舞っている。近年、廃校になる事が決定しているという。
大鷹 俊（タカ）
羽亜渡高のエース4番。右投右打。作中唯一のアンダースロー投手で脅威の変化球「ホークホッパー」を得意とする。博愛との熾烈な投手戦を繰り広げ、最後には博愛を奇跡のチームと認める。
森野 福郎（フクロウ）
羽亜渡高3番キャッチャー。右投右打。選球力は抜群でホークホッパーとストレートを巧みに使い分けた戦術で博愛を翻弄した。しかし、最終的には自らホークホッパー最大のヒントを博愛へ与えてしまうこととなる。
川瀬 道夫（カワセミ）
1番ショート。右投右打。守備では魚を獲るカワセミのような軽やかなプレイをする。攻撃では空から急降下して水中の魚を獲るカワセミのようにバットを高い位置から振り下ろして確実にバットに当てる「カワセミ打法」を得意とする。
孔雀沢 孝（クジャク）
2番サード。右投右打。バットをクジャクの羽の形のように振り回し、相手へ威嚇を与え、ボールのタイミングを計る。
鶴田 高一（ツル）
5番ファースト。長身でナニワよりも背が高い。
隼 直人（ハヤブサ）
6番センター。
北燕 進次（ツバメ）
7番セカンド。空中で宙返りをしながらアウトを獲り、そのまま一塁に送球してダブルプレーを獲る「ツバメ返し」を得意とする。
八鳥 三郎（ハチドリ）
8番ライト。小柄でおとなしそうな容貌をしている。ジャンプ力が高くハチドリのように空中で静止ができるようである。
ペリー 神崎（ペリカン）
9番レフト。
インコ（山田）
監督のようだが本当なのかは不明。姿が影になっていたり、大きめのメガネをかけていたりして素顔が分からない怪しい人物。インコのピーちゃんを相手チームに送り込み、相手の選手の弱点を覚えさせてデータを取っている。

### 赤間が原ファイターズ
黒八木を筆頭とした博愛高校の教師陣が野球部の地区大会出場をかけたテストとして対戦させた野球チーム。リトルリーグの優勝チームで小学生ながら野球の技術・チームワークともに博愛高校野球部を上回る。

### 高田商業
博愛高校と地区大会予選1回戦目で戦った高校。観客席の応援の人数は多いが、相手チームへの野次が主で応援のマナーは良いとはいえない。

### 前田商業
地区大会の決勝戦で博愛と戦った高校。前大会で甲子園出場を果たしている強豪で応援に熱が入っている。

## 大空の裏設定
『サイファー』同様、その後のことを知りたいというファンの要望に応えて、作者が自らの考えを掲示板上に告白したことがある。といっても『サイファー』ほど詳細なものではないが、何故大空が博愛へ戻ってきたかなどの考えを作者なりに解説した。
作者によれば、大空は既に不治の病に侵されており、自分の余命が長くないことを知っていた。しかし、今の自分は裏の世界の人間として生きていくしかなかった。そんな中でかつての恩師が自分を裏の世界から救ってくれ、それまで自分のしてきた過ちに気付き、その償いとして自らの果たせなかった甲子園出場と学校の再生を、今の自分の全てを賭けて行ってやろうという決意で戻ってきた。
甲子園出場を決めた最後のシーンにそれを匂わせるような部分があるが、これは作品中で語られることはなかった。

## 書誌情報
- かとうひろし『はるかなる甲子園 駆けろ!大空』小学館〈てんとう虫コミックス〉全3巻

1. 1997年4月発売、ISBN 978-4-09-142453-2
2. 1997年11月28日発売、ISBN 978-4-09-142454-9
3. 1998年4月28日発売、ISBN 978-4-09-142455-6